# Turanoclytus
Turanoclytus is een kevergeslacht uit de familie van de boktorren (Cerambycidae). De wetenschappelijke naam van het geslacht werd voor het eerst geldig gepubliceerd in 1994 door Sama.

## Soorten
Turanoclytus omvat de volgende soorten:
- Turanoclytus asellus (Thieme, 1881)
- Turanoclytus ilamensis (Holzschuh, 1979)
- Turanoclytus namaganensis (Heyden, 1885)
- Turanoclytus raghidae (Sama & Rapuzzi, 2000)
- Turanoclytus sieversi (Ganglbauer, 1890)